# Haines reagens
Haines reagens is een reagens dat koper(II)-ionen bevat. Het is een blauwe oplossing die bestaat uit een mengsel van koper(II)sulfaat, glycerol en natriumhydroxide. Na de reactie met een alifatisch aldehyde ontstaat rood onoplosbaar koper(I)oxide doordat de koper gereduceerd wordt. Het Haines reagens is een variatie op het fehlingsreagens, met dat verschil dat het Haines reagens veel beter houdbaar is dan het fehlingsreagens.

## Recept
Haines reagens wordt bereid door 2 gram koper(II)sulfaat (als pentahydraat) op te lossen in 90 mL gedestilleerd water. Dit wordt aangelengd met 15 mL glycerol en 75 mL NaOH-oplossing met een concentratie van 2 M.